# Dark Integers and Other Stories
Dark Integers and Other Stories (englisch für Dunkle Zahlen und weitere Geschichten) ist eine Sammlung von fünf Science-Fiction-Kurzgeschichten des australischen Schriftstellers Greg Egan, veröffentlicht am 25. März 2008 von Subterranean Press. Zwei Kurzgeschichten der Sammlung sind in deutscher Übersetzung erschienen.

## Kurzgeschichten
- Lichtborn (englisch Luminous): Ein Widerspruch innerhalb der Arithmetik offenbart die Existenz einer anderen Welt mit anderen mathematischen Gesetzen.
- Riding the Crocodile: Zwei Botschafter versuchen die Kontaktaufnahme mit einer in Isolation lebenden außerirdischen Zivilisation im Galaxienkern durch ihr Kommunikationsnetzwerk.
- Dark Integers: Eine andere Welt mit anderen mathematischen Gesetzen greift durch Manipulation dieser die Menschheit an.
- Glory: Zwei Botschafter versuchen auf einer außerirdischen Welt zwischen zwei rivalisierenden Fraktionen zu vermitteln und die Mathematik einer untergegangenen Zivilisation zu retten.
- Ozeanisch (englisch Oceanic): Eine neue wissenschaftliche Erkenntnis zwingt die Bevölkerung eines Ozeanplaneten sich ihren religiösen Überzeugungen zu stellen.

## Auszeichnungen
Die komplette Sammlung erreichte den 6. Platz beim Locus Award im Jahr 2009.
Ozeanisch gewann den Hugo Award für die beste Novelle im Jahr 1999. Lichtborn war im Jahr 1996 und Dark Integers war im Jahr 2008 für den Hugo Award für die beste Novelette nominiert gewesen. Ozeanisch gewann im Jahr 2001, Lichtborn im Jahr 2003 und Dark Integers im Jahr 2010 den japanischen Seiun-Preis.

## Kritik
Rich Horton schreibt auf der SF Site, dass dieses Buch als gutes Beispiel für den Übergang des alten Greg Egan zum neuen Greg Egan dient („this book serves as a good sampling, and as a sort of link between the old Egan and the new“). Dabei mache es Sinn, sowohl ältere als auch neuere Kurzgeschichten aufzunehmen („makes sense to include both older and newer stories“), wobei die neueren von solide bis exzellent reichen („the new stories range from solid to excellent“). Insgesamt sei das Buch ein starkes Werk und sehr willkommen („the book at hand is strong work, and very welcome“) sowie ein Appetitmacher für den neuen Roman Incandescence („it only further whets the appetite for Egan's new novel, Incandescence“).